# Barbara Dürr
Barbara Dürr (* 1963) ist eine Schweizer Politikerin (Die Mitte, vormals CVP) und Kantonsrätin im St. Galler Wahlkreis Werdenberg.

## Leben und Wirken
Dürr hat eine Ausbildung als kaufmännische Angestellte im Hotelfach absolviert. Als diplomierte Bäuerin führt sie einen eigenen Bauernbetrieb und führte als Präsidentin den kantonalen Bäuerinnenverband von 2006 bis 2016. Sie war acht Jahre lang Mitglied der Geschäftsprüfungskommission der Gemeinde Gams. Bei den kantonalen Gesamterneuerungswahlen am 28. Februar 2016 wurde sie als Kandidatin der CVP Werdenberg in den St. Galler Kantonsrat gewählt. Im Jahr 2021 wurde sie Präsidentin des Christlichen Bauernbunds (CBB) des Kantons St. Gallen.